# Qazı
Il qazı (o kazy) è una salsiccia di cavallo affumicata prodotta usando le costole dell'animale. La carne viene condita con sale, pepe e spezie, per poi essere inserita negli intestini del cavallo precedentemente lavati in acqua salata. A volte può essere servita a fette con dei noodle freddi. È diffusa in tutta l'Asia centrale.

## Preparazione
Il qazı si prepara rimuovendo le costole dalla carcassa del cavallo macellato insieme al grasso e facendole dissanguare dalle 5 alle 7 ore. Nel frattempo gli intestini vengono sciacquati e tenuti in acqua salata per 1-2 ore e, una volta che la carne risulta leggermente essiccata, la si taglia a strisce lungo le costole. Il tessuto intercostale viene tagliato con un coltello affilato, rimuovendo la cartilagine e senza sgretolare il grasso. La carne preparata viene poi condita con sale, pepe e a volte aglio tritato, e la si inserisce nell'intestino legandone le estremità. Infine, la salsiccia viene bollita in una ciotola per almeno 2 ore a fuoco lento.